# Synodites notatus
Synodites notatus là một loài tò vò trong họ Ichneumonidae.